# 万美
万美（まみ、1990年6月6日 - ）は、日本の書道家、カリグラファー、ライブペインター。
山口県下関市出身。ストリートカルチャーと書道を融合させた表現を行い、国内外での壁画制作やライブペインティング、ブランドとの協業実績がある。

## 略歴
9歳で筆を持ち、高校時代より書家を志す。山口県立長府高等学校卒業後に大東文化大学文学部書道学科で書を学んだ。
2009年より、筆と墨を用いたライブペインティングを始め、東京やロサンゼルス、パリ、ベルリンなど世界各地で壁画制作やライブペインティングに参加しており、文字を視覚的なデザイン要素とする表現を特徴とする。
2023年にはNHKのドキュメンタリー番組『アーティストたちの闘い』に出演し、自身の創作活動や信条について語った。
2024年には、人気ゲーム『Apex Legends』とコラボレーションし、幕張メッセで開催される「Apex Legends Asia Festival 2024 Winter」の公式アンバサダーに就任し、オープニングセレモニーでコラボステージを披露した。

## 作風
伝統的な書道の技法を土台にしながらも、既存の枠組みにとらわれない自由な表現を追求している。キャンバスだけでなく、壁、車体、スケートデッキ、衣類などにも筆を入れ、書道をもとに、文字を視覚的構成要素として再構成する表現を行っている。

## 主な活動

### 法人・企業・ブランド
- MLB（ワールドシリーズ） – テキスト提供（2025年）
- VOGUE Japan – 雑誌掲載、アンジェリーナ・ジョリーとのコラボレーション（2024年）[7]
- NIKE – 「Nike By You」プロジェクトにて書道協力（2023年・2024年）
- JAL（日本航空） – 機内動画出演（2024年）
- PHILLIPS AUCTION（英語版） – イベント出演、作品落札（2024年）[8]
- Mercedes-Benz – イベント出演（2024年）
- APEX LEGENDS（Electronic Arts） – アジア大会アンバサダー、イベント出演、映像出演（2022年・2024年）[6]
- FENDI – 「#fendihandinhand」キャンペーン参加、書道協力（2023年）、プロモーション出演（2018年）[9]
- Paris Saint-Germain – イベント出演（2023年）
- Rolls-Royce – イベント出演（2022年）
- Lamborghini – イベント出演（2022年）
- shu uemura – グローバル旗艦店内装、プロモーション出演（2021年）
- 東京ガールズコレクション – 文化庁「日本博」ステージ出演（2021年）
- 日本ダービー（JRA） – ダービー美術館へ作品提供（2021年）
- Walt Disney Japan – ミッキーマウス展（六本木ヒルズ森アーツセンター）へ作品提供（2020年）
- SABON – パッケージ作品制作・出演（2020年）
- 富士通 – ソリューションスクエア壁画制作（2020年）[10]
- 西武渋谷店 – 年末年始および正月企画にて個展・装飾（2015年・2016年・2020年）
- adidas x ALL BLACKS（ラグビーワールドカップ） – グラフィック提供（2019年）
- RIMOWA – パフォーマンス出演、デザイン提供（2019年）
- BOSE – 作品納品、プロモーション出演（2019年）
- Lan Kwai Fong Group（香港） – コラボレーション個展（2019年）
- LEXUS – パフォーマンス出演、作品提供（2018年・2019年）
- GALAXY S10（Samsung） – Kōki,への書道指導・作品提供（2019年）
- LUX – 全国テレビCM出演（2018年）
- Montblanc – パフォーマンス出演（2018年）
- ANA – パリ個展「Calligraf2ity」公式スポンサー、松竹大歌舞伎パフォーマンス出演（2018年）
- 山口県下関市 – 姉妹都市記念式典（カリフォルニア）出演（2018年）
- adidas – プロモーション出演「LENS of NMD_」（2017年）
- SONY – FES WATCH U、銀座ソニービル UX、デザイン提供（2016年・2017年）
- KEEN – プロモーション出演（2017年）
- dyson – CSYS パフォーマンス出演（2017年）
- SPACE SHOWER TV – 年賀状デザイン提供（2016年）
- HARE.JP、JOURNAL STANDARD – 各種ファッションアイテムへのデザイン提供（2016年）
- LINKIN PARK・Mr.Hahn×グッドスマイルカンパニー – プロモーション出演（2015年）
- X-GIRL – デザイン提供（2015年）
- 雄勝硯復興プロジェクト – パリ・ロンドン等でパフォーマンス出演（2015年）
- Connect Free（台湾） – 台北オフィス開幕パフォーマンス出演（2015年）
- GAP Japan – BLUE BOX PRESENTS. プロモーション出演（2014年）
- SINGHA BEER – 六本木アートナイト出演（2014年）
- 山口県立大学 – 書道講師（2014年）
- H.P.FRANCE、CASIO G-SHOCK – デザイン提供（2014年）
- 株式会社LOTTE – コアラのマーチ YouTube CM デザイン提供（2013年）
- サイバーエージェント – 天下統一クロニクル デザイン提供（2013年〜）
- 日立製作所 – HITACHIモノづくり JAPAN Project デザイン提供（2013年）

### アーティスト・音楽関連

#### ヒップホップアーティストとの協業
- Kaneee（2024年）
- DJ YAS、DJ Quietstorm（2021年）
- Awich（2020年）
- NORIKIYO（2019年）
- DJ KRUSH（2015年・2017年）
- DJ KEN THE 390（2016年）
- NORIKIYO × DJ KRUSH（2015年）
- YAKKLE（2015年）
- NAME SERVER（2015年）
- GOMESS（2014年）
- HAIIRO DE ROSSI（2014年）
- Meiso（2013年）
- Jinmenusagi（2013年）
- DJ Music（2012年）
- Baby（2012年）
- Man aka Freeman（2010年）
- Shing02（元）

#### その他音楽アーティストとのコラボレーション
- BMSG – テレビ番組「新章突入」および「BMSG FES'22」題字（2022年）
- MURO – 『KING OF DIGGIN' "DIGGIN' LIVE!!!"』題字・グッズロゴ（2021年）
- GLAY – ファンクラブ会報誌『飛翔』表紙（2020年）
- ゲスの極み乙女。 – 「7周年記念ライブ『大展開』」ステージ文字（2019年）
- THE ORAL CIGARETTES – 大阪城ホール／日本武道館公演ステージ背景、グッズ（2017年・2018年）
- 上坂すみれ – 『NO FUTURE VACANCES』『パララックス・ビュー』CDジャケット（2014年・2018年）
- ROTTENGRAFFTY – 『PLAY』CDジャケット（2018年）
- VAMPS – 「VAMPS LIVE 2016」ツアー関連デザイン（2016年）
- 小林幸子 × 中川翔子 – 『無限∞ブランノワール』CDジャケット・MV題字（2015年）